# Desa Triwarno (administrativ by i Indonesien, lat -7,77, long 109,95)
Desa Triwarno är en administrativ by i Indonesien.   Den ligger i provinsen Jawa Tengah, i den västra delen av landet, 400 km sydost om huvudstaden Jakarta.